# Marcello (magister equitum)
Marcello (in latino Marcellus; fl. 357-361) è stato un generale romano, magister equitum per Gallias del cesare Giuliano.
Nativo di Serdica, fu nominato magister equitum dell'esercito romano delle Gallie nel 357, andando a sostituire il suo predecessore Ursicino.
Sebbene fosse sottoposto al comando del cesare Giuliano, mostrò insubordinazione nei suoi confronti, arrivando a rifiutarsi di andare in suo aiuto mentre era assediato a Sens.
Nel luglio del 357 fu rimosso dal suo incarico dall'imperatore Costanzo II e sostituito da Severo. Tornato a corte, avanzò delle accuse contro Giuliano, ma fu contrastato con successo da Euterio e si ritirò a vita privata a Serdica.